# H. E. Hall & Company
H. E. Hall & Company war ein britischer Hersteller von Automobilen.

## Unternehmensgeschichte
Das Unternehmen aus Tonbridge wurde 1899 zur Fahrradproduktion gegründet, die als Royal Ensign vermarktet wurden. Später begann der Vertrieb von Automobilen von Clément & Cie, Darracq, Ateliers Germain, Oldsmobile, Panhard & Levassor, Singer und Talbot. Hall war auch ein Karosseriebauunternehmen. Zwischen 1918 und 1919 stellte das Unternehmen selbst entwickelte Automobile her, die als Hall vermarktet wurden. Insgesamt entstanden zwei Fahrzeuge.

## Fahrzeuge
Das einzige Modell war der 20.6 HP. Ein selbst entwickelter Achtzylinder-Boxermotor trieb das Fahrzeug an. Auffallend war die kurze Motorhaube und der lange Radstand. Ein Fahrzeug existiert noch heute. Es hat einen Kühlergrill von Talbot, eine Hinterachse von Studebaker und eine Landauletkarosserie mit vier Türen.